# Goniothalamus wightii
Goniothalamus wightii Hook.f. & Thomson – gatunek rośliny z rodziny flaszowcowatych (Annonaceae Juss.). Występuje naturalnie w Indiach – w stanach Kerala i Tamilnadu. 

## Morfologia
PokrójZimozielone drzewo dorastające do 5–7 m wysokości. Młode pędy są owłosione.
LiścieMają lancetowato równowąski kształt. Mierzą 7–13 cm długości oraz 2–3 cm szerokości. Są kórzaste. Nasada liścia jest klinowa. Blaszka liściowa jest o spiczastym wierzchołku. Ogonek liściowy jest nagi i dorasta do 6–10 mm długości.
KwiatySą pojedyncze, rozwijają się w kątach pędów. Mają purpurową barwę z żółtymi plamkami. Działki kielicha mają owalny kształt, są owłosione od wewnętrznej strony i dorastają do 4–7 mm długości. Płatki mają owalny kształt i osiągają do 10–17 mm długości. Kwiaty mają 14–18 owłosionych owocolistków o podłużnym kształcie i długości 3 mm.
OwocePojedyncze mają elipsoidalny kształt, zebrane w owoc zbiorowy. Są prawie siedzące. Osiągają 15–25 mm długości.

## Biologia i ekologia
Rośnie w subtropikalnych lasach. Występuje na wysokości od 1000 do 1500 m n.p.m. Kwitnie od kwietnia do maja, natomiast owoce dojrzewają od lipca do października.